# Coleoxestia femorata
Coleoxestia femorata là một loài bọ cánh cứng trong họ Cerambycidae.